# Glacier d'Otemma
Glacier d'Otemma är en glaciär i Schweiz. Den ligger i den södra delen av landet. Glacier d'Otemma ligger mellan 3 800 och 2 460 meter över havet. Arean är 16,5 kvadratkilometer.
Den högsta punkten i närheten är Pointe des Portons, 3 513 meter över havet, 1,5 km nordväst om Glacier d'Otemma. Trakten runt Glacier d'Otemma består av andra glaciärer samt av kala bergstoppar.